# Svetište bl. Marije Petković u Blatu

Svetište bl. Marije Petković u Blatu nalazi se u sklopu kuće matice i samostana Družbe sestara kćeri milosrđa Trećega samostanskoga reda sv. Franje, Provincije Krista Kralja u Blatu na Korčuli. Svetište se sastoji od kapele bl. Marije Petković, muzeja posvećenoga radu i životu blaženice te prostora s trijemom koji se nastavlja na klaustar samostana. Iznad kapele bl. Marije samostanska je kapela Krista Kralja iz 1927. godine.
Blažena Marija od Propetog Isusa Petković  rodila se u Blatu na Korčuli, 10. prosinca 1892., a preminula je u Rimu, 9. srpnja 1966.. Bila je hrvatska časna sestra proglašena blaženom, utemeljiteljica redovničke zajednice Kćeri Milosrđa sv. Franje, jedine redovničke zajednice osnovane u Hrvatskoj. 
Prostori svetišta nalaze se u prizemlju samostana ispod samostanske kapele »Krista Kralja«. Središnji prostor svetišta je kapela (kripta) bl. Marije Propetog, sa ispovjedaonicom i sakristijom. Uz ove prostore, a vezano na zajednički ulazni trijem svetišta, nalazi se manji muzej posvećen životu i djelu Blaženice. U svetištu su u kamenom sarkofagu smješteni njeni zemni ostaci. Sarkofag je izradio klesar Mirko Matulović iz Žrnova, svetohranište je rad akademskog umjetnika Jerolima Tišljara, a reljef u zidu svetišta je izradio akademski kipar Ante Sardelić iz Blata. Na blaženičinom sarkofagu u svetištu ima puno fotografija, ponajviše male djece.  Prvi hodočasnici bili su roditelji s bolesnom djecom koji su boravili na rehabilitaciji u velolučkom lječilištu Kalos. I kad su došli u svetište, molili su za ozdravljenje svoje djece i počeli ostavljati njihove fotografije kao znak da traže blaženičinu zaštitu i zagovor.